# Мерварт, Александр Михайлович
Александр Михайлович (Густав Герман Христиан) Мерварт (нем. Gustav Herrman Christian Meerwart, 1884, Мангейм, Германия — 23 мая 1932) — российский этнограф и лингвист немецкого происхождения, востоковед, первый русский дравидолог.

## Краткая биография
Родился в Германии, в городе Мангейм в 1884 году.
В 1907 году с отличием окончил Гейдельбергский университет и получил степень доктора философии на историко-филологическом факультете.
С октября 1911 года преподавал немецкий язык в мужской гимназии Ягдфельдов в Петербурге. Там он познакомился с будущей супругой — Людмилой Александровной Левиной, принял православие, российское подданство и взял себе русское имя.
Весной 1914 года супруги Мерварт отправились в экспедицию на Цейлон и в Индию с целью сбора коллекции экспонатов для отдела Южной Азии петербургского Музея антропологии и этнографии им. Петра Великого. Во время экспедиция Мерварт изучал пали и тамильский язык, в Керале собирал материал про народный театр катхакали.
В 1918 году Мерварты вернулись в Россию, но на шесть лет задержались на Дальнем Востоке, не имея возможности добраться до Петрограда из-за гражданской войны. После возвращения в Петроград А. М. Мерварт активно занимался преподаванием и научной деятельностью.
В 1930 году был арестован по обвинению в шпионаже в пользу Германии (см. Академическое дело), вскоре приговорён к пяти годам исправительных лагерей. Умер в заключении 23 мая 1932 года.
Перевёл на русский язык тамильский эпос «Манимехалей», однако работа не была опубликована. После ареста переводчика о рукописи перевода ничего не известно.

## Основные труды
- Злоключения преподобного Горемыки и его пяти учеников: Пер. и примеч. А. М. Мерварта // Вестник иностранной литературы. — 1928. — № 12. — С. 45—66.
- Мерварт А. М. Грамматика тамильского разговорного языка. — Л., 1932.[1]
- Мерварт А. М. Достижения и проблемы индийской этнографии // Этнография. — М., 1927. — Т. 3, № 1. — С. 123—126.
- Мерварт А. М. Музейное дело в Индии // Известия ГАИМК. — Л., 1927. — Т. 5. — С. 139—156.
- Мерварт А. М. Отдел Индии: Краткий путеводитель по Музею антропологии и этнографии. — Л., 1927. — 96 с.
- Мерварт А. М. Роль музеев в культуре современной Индии // Научный работник. — 1926. — № 2. — С. 84—96.
- Мерварт А. М. Сюжет Сакунталы в малабарской народной драме // Восточные записки. — Л., 1927. — Т. 1. — С. 117—130.
- Мерварт А. М. Элемент народного творчества в классической драме древней Индии // Сборник МАЭ. — 1928. — Т. 7. — С. 267—282.
- Мерварт A. M., Мерварт Л. А. В глуши Цейлона: (Путевые заметки участников экспедиции Академии наук в Индию и на Цейлон в 1914—1918 гг.). — Л., 1929.[1]
- Мерварт А. М. и Л. А. Отчёт об этнографической экспедиции в Индию в 1914—1918 гг. — Л., 1927. — 24 с.
- Meerwarth A. M. The Dramas of Bhasa: A Literary Study (англ.) // J. Proc. Asiatic Soc. Bengal (NS). — 1917. — Vol. 13, no. 5. — P. 261—280.
- Meerwarth A. M. The History of the Intervocalic Stops in the Dravidian Languages (англ.) // Доклады Академии наук СССР: Серия В. — 1928. — No. 7. — P. 142—149.
- Meerwarth A. M. Les Kathakalis du Malabar (фр.) // J. Asiatique. — 1926. — P. 198—284.